# Павловская волость (Усманский уезд)
Павловская во́лость — административно-территориальная единица Усманского уезда Тамбовской губернии с центром в селе Павловка.
По состоянию на 1890 год состояла из 4 поселений. Население — 3645 человека (1092 мужского пола и 1043 — женского), 318 крестьянских и 10 прочих.

## История
Волость образована после реформы 1861 года.
Волостное управление на основании Общего положения о крестьянах 1861 года составляли:
1. Волостной сход;
2. Волостной старшина с волостным правлением;
3. Волостной крестьянский суд.

Волостные правления были ликвидированы постановлением Совнаркома РСФСР от 30 декабря 1917 года «Об органах местного самоуправления». Управление волости передавалось волостным съездам советов и волисполкомам.
Постановлением ВЦИК РСФСР от 4 января 1923 г. передана в состав Воронежской губернии.

## Населенные пункты

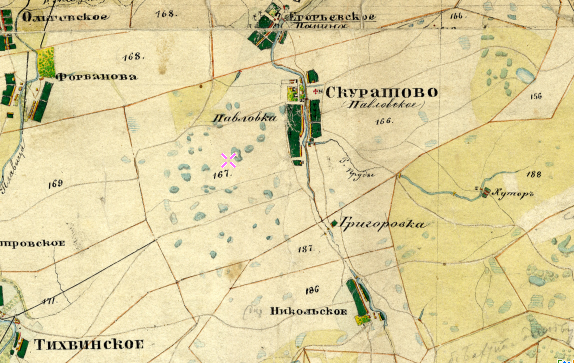
Фрагмент карты Менде 1862 года.

### Состав волости в конце XIX века
По данным Усманского земского собрания на 1886 год на территории волости располагались:
Сельца
- Павловское (Скуратово);
- Георгиевское (Панино);
- Никольское (Терпигорево);
- Покровское (Крюково, Форбаново).

Хутора
- дворянина Василия Григорьевича Бланка, сына Григория Бланка;
- купца Матвея Александровича Придорогина,
- купца Николая Васильевича Стрельникова,
- дворянки М. И. Яновой,
- дворянки А. Н. Ханыковой.

В волости были 2 кузницы, 13 ветряных мельниц, 1 просорушка, собственниками которых были крестьяне.

### Состав волости в 1914 году

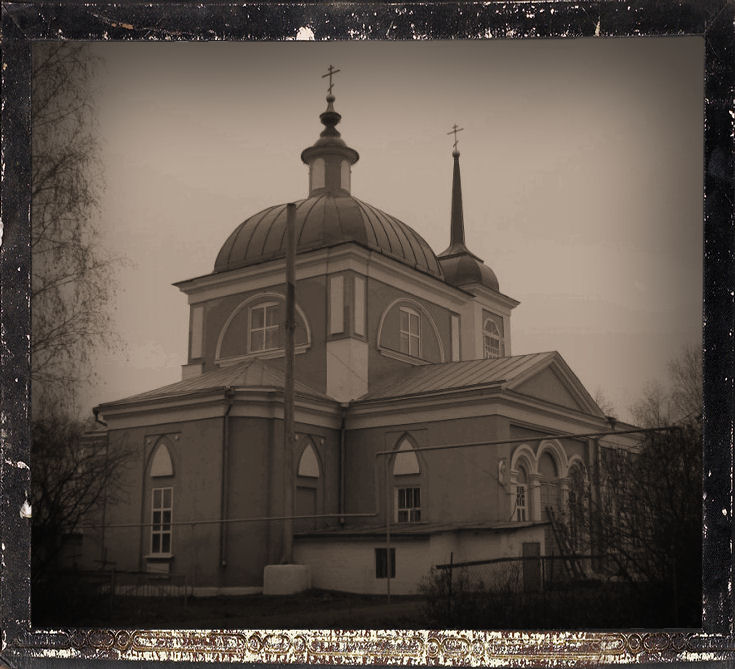
Покровская церковь с. Павловка

- с. Павловка — 1076 жителей. Волостное правление, ссудо-сберегательное товарищество, земская и церковно-приходская школы, имение дворянки Надежды Алексеевны Мариной.
- д. Георгиевка — 702 жителей. Имение Я. И. Стрельникова.
- д. Никольское — 579 жителей. Земская школа.
- д. Федоровка — 302 жителя.
- д. Покровка — 118 жителей[6].